# Oscar for bedste kostumer
Oscar for bedste kostumer eller Academy Award for Best Costume Design er en filmpris der uddeles årligt ved Oscaruddelingen af Academy of Motion Picture Arts and Sciences.
Prisen blev først givet til film produceret i 1948. I første omgang blev der indført særskilte tildelingskategorier for sort-hvide og farvefilm. Siden fusionen mellem de to kategorier i 1967 har akademiet traditionelt undgået at give prisen til film med en moderne handling.

## Vindere og nominerede

### 1940'erne
| År           | Kategori                                                           | Vindere                                       | Nominerede |
| ------------ | ------------------------------------------------------------------ | --------------------------------------------- | ---------- |
| 1948 (21.)   |                                                                    |                                               |            |
| Sort og hvid | Hamlet – Roger K. Furse                                            | - B.F.'s Daughter – Irene Lentz               |            |
| Farve        | Jeanne d'Arc – Dorothy Jeakins og Barbara Karinska                 | - Kejservalsen – Edith Head og Gile Steele    |            |
| 1949 (22.)   |                                                                    |                                               |            |
| Sort og hvid | Arvingen – Edith Head og Gile Steele                               | - Den lovløse hertug – Vittorio Nino Novarese |            |
| Farve        | Don Juans eventyr – Marjorie Best, Leah Rhodes og William Travilla | - Mother Is a Freshman – Kay Nelson           |            |

### 1950'erne
| År           | Kategori | Vindere | Nominerede |
| ------------ | --- | --- | ---------- |
| 1950 (23.)   | | |            |
| Sort og hvid | Alt om Eva – Edith Head, Charles LeMaire                                                                    | - Født i går – Jean Louis - The Magnificent Yankee – Walter Plunkett |            |
| Farve        | Samson og Delilah – Edith Head, Charles LeMaire, Dorothy Jeakins, Elois Jenssen, Gile Steele, Gwen Wakeling | - Sorte Rose – Michael Whittaker - Familien Forsyte – Walter Plunkett, Arlington Valles |            |
| 1951 (24.)   | | |            |
| Sort og hvid | En plads i solen – Edith Head                                                                               | - Kind Lady – Walter Plunkett, Gile Steele (posthum nominering) - The Model and the Marriage Broker – Charles LeMaire, Renie Conley - Dronningen og gadedrengen – Edward Stevenson, Margaret Furse - Omstigning til Paradis– Lucinda Ballard |            |
| Farve        | En Amerikaner i Paris – Orry-Kelly, Walter Plunkett, Irene Sharaff                                          | - David and Bathsheba – Charles LeMaire, Edward Stevenson - Den store Caruso – Helen Rose, Gile Steele (posthum nominering) - Quo Vadis? – Herschel McCoy - Hoffmanns eventyr – Hein Heckroth                                                |            |
| 1952 (25.)   | | |            |
| Sort og hvid | Illusionernes by – Helen Rose                                                                               | - Affæren i Trinidad – Jean Louis - Carrie – Edith Head - Rachel – Charles LeMaire, Dorothy Jeakins - Afsløret – Sheila O'Brien |            |
| Farve        | Moulin Rouge – Marcel Vertès                                                                                | - Verdens største show – Edith Head, Dorothy Jeakins, Miles White - H.C Andersen – Antoni Clavé, Mary Wills, Barbara Karinska - Den glade enke – Helen Rose, Gile Steele (posthum nominering) - Der er sang i mit hjerte – Charles LeMaire   |            |
| 1953 (26.)   | | |            |
| Sort og hvid | Prinsessen holder fridag – Edith Head                                                                       | - The Actress – Walter Plunkett - Dream Wife – Helen Rose, Herschel McCoy - Herfra til evigheden – Jean Louis - Dyrekøbt lykke – Charles LeMaire, Renie Conley                                                                               |            |
| Farve        | Men jeg så ham dø – Charles LeMaire, Emile Santiago                                                         | - Let på tå – Mary Ann Nyberg - Call Me Madam – Irene Sharaff - Tre piger søger en millionær – Charles LeMaire, William Travilla - Kongens datter, Elizabeth I – Walter Plunkett                                                             |            |
| 1954 (27.)   | | |            |
| Sort og hvid | Sabrina – Edith Head                                                                                        | - Madame's juveler – Georges Annenkov, Rosine Delamare - Chefen er død – Helen Rose - Med natekspres Rom-Paris – Christian Dior - Ikke helt almindelig – Jean Louis                                                                          |            |
| Farve        | Ingen kan tvinge et hjerte – Sanzo Wada                                                                     | - Brigadoon – Irene Sharaff - Désirée – Charles LeMaire, Rene Hubert - En stjerne er født – Jean Louis, Mary Ann Nyberg, Irene Sharaff - Sex på scenen – Charles LeMaire, William Travilla, Miles White                                      |            |
| 1955 (28.)   | | |            |
| Sort og hvid | Jeg gemmer mine tårer – Helen Rose                                                                          | - Pickwick Klubben – Beatrice Dawson - Queen Bee – Jean Louis - Den tatoverede rose – Edith Head - En bleg og mystisk månes fortælling efter regnen - Tadaoto Kainosho                                                                       |            |
| Farve        | Den fryd, der rummer alt – Charles LeMaire                                                                  | - Guys and Dolls – Irene Sharaff - Sangen, der forstummede – Helen Rose - Fang tyven – Edith Head - Dronningens ridder – Charles LeMaire, Mary Wills                                                                                         |            |
| 1956 (29.)   | | |            |
| Sort og hvid | En Cadillac af guld – Jean Louis                                                                            | - De syv samuraier - Kohei Ezaki - The Power and the Prize – Helen Rose - Kun en episode – Edith Head - Teenage Rebel – Charles LeMaire, Mary Wills                                                                                          |            |
| Farve        | Kongen og jeg – Irene Sharaff                                                                               | - Jorden rundt på 80 dage – Miles White - Giganten – Moss Mabry, Marjorie Best - De ti bud – Edith Head, Ralph Jester, John Jensen, Dorothy Jeakins, Arnold Friberg - Krig og fred – Maria De Matteis                                        |            |

For 1957 og 1958 blev prisen lagt sammen til én kategori.
| År         | Vindere                           | Nominerede |
| ---------- | --------------------------------- | --- |
| 1957 (30.) | Mine piger fra Paris – Orry-Kelly | - An Affair to Remember – Charles LeMaire - Forelsket i Paris – Edith Head, Hubert de Givenchy - Pal Joey – Jean Louis - Det gyldne træ – Walter Plunkett        |
| 1958 (31.) | Gigi – Cecil Beaton               | - Heks med sex – Jean Louis - Piraten – Ralph Jester, Edith Head, John Jensen - Et usikkert smil– Charles LeMaire, Mary Wills - De kom løbende – Walter Plunkett |

For 1959 blev prisen igen fordelt på to priser.
| År           | Kategori                         | Vinder | Nominerede |
| ------------ | -------------------------------- | --- | ---------- |
| 1959 (32.)   |                                  | |            |
| Sort og hvid | Ingen er fuldkommen – Orry-Kelly | - I neonlys – Edith Head - Anne Franks dagbog – Charles LeMaire, Mary Wills - Liv og lig i lysthuset – Helen Rose - Ung mand fra Philadelphia – Howard Shoup |            |
| Farve        | Ben-Hur – Elizabeth Haffenden    | - Tre kontorpiger i New York – Adele Palmer - Den store fisker – Renie Conley - The Five Pennies – Edith Head - Porgy og Bess – Irene Sharaff                |            |

### 1960'erne
| År           | Kategori                                                          | Vindere | Nominerede |
| ------------ | ----------------------------------------------------------------- | --- | ---------- |
| 1960 (33.)   |                                                                   | |            |
| Sort og hvid | Forandring fryder – Edith Head og Edward Stevenson                | - Aldrig om søndagen – Denny Vachlioti - Manden der ikke kunne dø – Howard Shoup - Syv tyve – Bill Thomas - Jomfrukilden – Marik Vos                                                                                          |            |
| Farve        | Spartacus – Arlington Valles, Bill Thomas                         | - Can-Can – Irene Sharaff - Sorte kniplinger – Irene Lentz - Pepe – Edith Head - Sunrise at Campobello – Marjorie Best |            |
| 1961 (34.)   |                                                                   | |            |
| Sort og hvid | Det søde liv – Piero Gherardi                                     | - Sladder – Dorothy Jeakins - Claudelle Inglish – Howard Shoup - Dommen i Nürnberg – Jean Louis - Livvagten – Yoshirō Muraki                                                                                                  |            |
| Farve        | West Side Story – Irene Sharaff                                   | - Babes in Toyland – Bill Thomas - Skjult kærlighed – Jean Louis - Flower Drum Song – Irene Sharaff - Lady for en dag – Edith Head og Walter Plunkett                                                                         |            |
| 1962 (35.)   |                                                                   | |            |
| Sort og hvid | Hvad blev der egentlig af Baby Jane? – Norma Koch                 | - Hektiske dage – Don Feld - Manden der skød Liberty Valance – Edith Head - Helen Kellers triumf – Ruth Morley - Phaedra – Denny Vachlioti                                                                                    |            |
| Farve        | Brødrene Grimms vidunderlige verden – Mary Wills                  | - På gensyn i Paris – Bill Thomas - Gypsy - striptease-dronningen – Orry-Kelly - The Music Man – Dorothy Jeakins - Min geisha – Edith Head                                                                                    |            |
| 1963 (36.)   |                                                                   | |            |
| Sort og hvid | 8½ – Piero Gherardi                                               | - En nat med en fremmed – Edith Head - The Stripper – William Travilla - Skjult begær – Bill Thomas - Ægtemand på afveje – Edith Head                                                                                         |            |
| Farve        | Cleopatra – Renie Conley, Vittorio Nino Novarese og Irene Sharaff | - Kardinalen – Donald Brooks - Vi vandt vesten – Walter Plunkett - Leoparden – Piero Tosi - En ny slags kærlighed – Edith Head                                                                                                |            |
| 1964 (37.)   |                                                                   | |            |
| Sort og hvid | Fanget i natten – Dorothy Jeakins                                 | - Bordelværtinden Polly Adler – Edith Head - Tys... tys, Charlotte – Norma Koch - Kisses for My President – Howard Shoup - Besøget – René Hubert                                                                              |            |
| Farve        | My Fair Lady – Cecil Beaton                                       | - Becket – Margaret Furse - Mary Poppins – Tony Walton - Den synkefri Molly Brown – Morton Haack - Sikken en seks-tur– Edith Head, Moss Mabry                                                                                 |            |
| 1965 (38.)   |                                                                   | |            |
| Sort og hvid | Darling – Julie Harris                                            | - Morituri – Moss Mabry - En kvindes begær – Howard Shoup - Narreskibet – Jean Louis og Bill Thomas - Stemmen i telefonen – Edith Head                                                                                        |            |
| Farve        | Doktor Zivago – Phyllis Dalton                                    | - Michelangelo - smerte og ekstase – Vittorio Nino Novarese - The Greatest Story Ever Told – Marjorie Best og Vittorio Nino Novarese - Inside Daisy Clover – Edith Head og Bill Thomas - The Sound of Music – Dorothy Jeakins |            |
| 1966 (39.)   |                                                                   | |            |
| Sort og hvid | Hvem er bange for Virginia Woolf? – Irene Sharaff                 | - Matthæusevangeliet – Danilo Donati - Mandragola – Danilo Donati - Kvinden uden ansigt – Helen Rose - Morgan - skrupsplitterravende skør – Jocelyn Rickards                                                                  |            |
| Farve        | Mand til alle tider – Elizabeth Haffenden og Joan Bridge          | - Pas på hovedet – Jean Louis - Hawaii – Dorothy Jeakins - Juliette – Piero Gherardi - The Oscar – Edith Head |            |

Fra 1967 blev kategorien fusioneret permanent.
| År         | Vindere                                       | Nominerede |
| ---------- | --------------------------------------------- | --- |
| 1967 (40.) | Camelot – John Truscott                       | - Bonnie og Clyde – Theadora Van Runkle - The Happiest Millionaire – Bill Thomas - Trold kan tæmmes – Danilo Donati og Irene Sharaff - Millie – Jean Louis |
| 1968 (41.) | Romeo og Julie – Danilo Donati                | - Løve ved vintertide – Margaret Furse - Oliver! – Phyllis Dalton - Abernes planet – Morton Haack - Star! – Donald Brooks                                  |
| 1969 (42.) | Anne, dronning i tusind dage – Margaret Furse | - Hello, Dolly! – Irene Sharaff - Gaily, Gaily – Ray Aghayan - Sweet Charity – Edith Head - Jamen man skyder da heste – Don Feld                           |

### 1970'erne
| År         | Vindere                                                 | Nominerede |
| ---------- | ------------------------------------------------------- | --- |
| 1970 (43.) | Cromwell - den ukuelige – Vittorio Nino Novarese        | - Airport - vinger af ild – Edith Head - Darling Lili – Jack Bear og Donald Brooks - Hawaii brænder – Bill Thomas - Scrooge – Margaret Furse                                                  |
| 1971 (44.) | Nicolai og Alexandra – Yvonne Blake og Antonio Castillo | - Hokus Pokus Kosteskaft – Bill Thomas - Døden i Venedig – Piero Tosi - Marie Stuart, dronning af Skotland – Margaret Furse - What's the Matter with Helen? – Morton Haack                    |
| 1972 (45.) | Min utæmmelige tante – Anthony Powell                   | - The Godfather – Anna Hill Johnstone - Lady Sings the Blues – Ray Aghayan, Norma Koch og Bob Mackie - SOS Poseidon kalder – Paul Zastupnevich - Den unge eventyrer – Anthony Mendleson       |
| 1973 (46.) | Sidste stik – Edith Head                                | - Hvisken og råb – Marik Vos - Ludwig – Piero Tosi - Tom Sawyer – Don Feld - Vore bedste år – Dorothy Jeakins og Moss Mabry                                                                   |
| 1974 (47.) | Den store Gatsby – Theoni V. Aldredge                   | - Chinatown – Anthea Sylbert - Daisy Miller – John Furness - The Godfather Part II – Theadora Van Runkle - Mordet i Orient-ekspressen – Tony Walton                                           |
| 1975 (48.) | Barry Lyndon – Milena Canonero og Ulla-Britt Söderlund  | - De fire musketerers hævn – Yvonne Blake og Ron Talsky - Funny Lady – Ray Aghayan og Bob Mackie - Tryllefløjten – Karin Erskine og Henny Noremark - Manden der ville være konge – Edith Head |
| 1976 (49.) | Fellinis Casanova – Danilo Donati                       | - Landet der er mit – William Ware Theiss - The Incredible Sarah – Anthony Mendleson - The Passover Plot – Mary Wills - Den snigende gift – Alan Barrett                                      |
| 1977 (50.) | Star Wars Episode IV: Et nyt håb– John Mollo            | - Airport '77 – Edith Head og Burton Miller - Julia – Anthea Sylbert - A Little Night Music – Florence Klotz - The Other Side of Midnight – Irene Sharaff                                     |
| 1978 (51.) | Døden på Nilen– Anthony Powell                          | - Caravans – Renie Conley - Himlen på jorden – Patricia Norris - The Swarm – Paul Zastupnevich - The Wiz – Tony Walton                                                                        |
| 1979 (52.) | All That Jazz – Albert Wolsky                           | - Agatha – Shirley Ann Russell - Mød min hr. mor – Ambra Danon og Piero Tosi - Butch og Sundance - sådan begyndte det – William Ware Theiss - Europæerne – Judy Moorcroft                     |

### 1980'erne
| År         | Vindere                                             | Nominerede |
| ---------- | --------------------------------------------------- | --- |
| 1980 (53.) | Tess – Anthony Powell                               | - Elefantmanden – Patricia Norris - Min brillante karriere – Anna Senior - Somewhere in Time – Jean-Pierre Dorleac - Vulkanøen – Paul Zastupnevich           |
| 1981 (54.) | Viljen til sejr – Milena Canonero                   | - Den franske løjtnants kvinde – Tom Rand - Pennies from Heaven – Bob Mackie - Ragtime – Anna Hill Johnstone - Reds – Shirley Ann Russell                    |
| 1982 (55.) | Gandhi – Bhanu Athaiya og John Mollo                | - Sophies valg – Albert Wolsky - La Traviata – Piero Tosi - Tron – Elois Jenssen og Rosanna Norton - Victor Victoria – Patricia Norris                       |
| 1983 (56.) | Fanny og Alexander – Marik Vos                      | - En kvindes triumf – Joe I. Tompkins - Først over stregen – William Ware Theiss - Historien om Martin Guerre – Anne-Marie Marchand - Zelig – Santo Loquasto |
| 1984 (57.) | Amadeus – Theodor Pistek                            | - Kvinderne fra Boston – Jenny Beavan og John Bright - Vejen til Indien– Judy Moorcroft - En plads i mit hjerte – Ann Roth - 2010 – Patricia Norris          |
| 1985 (58.) | Ran – Emi Wada                                      | - Farven Lilla – Aggie Guerard Rodgers - Natty Gann – Albert Wolsky - Mit Afrika – Milena Canonero - Familiens ære – Donfeld                                 |
| 1986 (59.) | Et værelse med udsigt – Jenny Beavan og John Bright | - The Mission – Enrico Sabbatini - Otello – Anna Anni og Maurizio Millenotti - Peggy Sue blev gift – Theadora Van Runkle - Piraterne – Anthony Powell        |
| 1987 (60.) | Den sidste kejser – James Acheson                   | - The Dead – Dorothy Jeakins - Solens rige – Bob Ringwood - Maurice – Jenny Beavan og John Bright - De uovervindelige – Marilyn Vance-Straker                |
| 1988 (61.) | Farlige forbindelser – James Acheson                | - Coming to America – Deborah Nadoolman - A Handful of Dust – Jane Robinson - Sunset – Patricia Norris - Tucker - en mand og hans drøm – Milena Canonero     |
| 1989 (62.) | Henry V – Phyllis Dalton                            | - Verdens største løgnhals – Gabriella Pescucci - Driving Miss Daisy – Elizabeth McBride - Harlem Nights – Joe I. Tompkins - Valmont – Theodor Pištěk        |

### 1990'erne
| Year                      | Film                          | Kostumier |
| ------------------------- | ----------------------------- | --------- |
| 1990 (63.)                |                               |           |
| Cyrano de Bergerac        | Franca Squarciapino           |           |
| Avalon                    | Gloria Gresham                |           |
| Danser med ulve           | Elsa Zamparelli               |           |
| Dick Tracy                | Milena Canonero               |           |
| Hamlet                    | Maurizio Millenotti           |           |
| 1991 (64)                 |                               |           |
| Bugsy                     | Albert Wolsky                 |           |
| Familien Addams           | Ruth Myers                    |           |
| Barton Fink               | Richard Hornung               |           |
| Hook                      | Anthony Powell                |           |
| Madame Bovary             | Corinne Jorry                 |           |
| 1992 (65.)                |                               |           |
| Bram Stoker's Dracula     | Eiko Ishioka                  |           |
| Vidunderlige april        | Sheena Napier                 |           |
| Howards End               | Jenny Beavan og John Bright   |           |
| Malcolm X                 | Ruth Carter                   |           |
| Toys                      | Albert Wolsky                 |           |
| 1993 (66.)                |                               |           |
| Uskyldens år              | Gabriella Pescucci            |           |
| Orlando                   | Sandy Powell                  |           |
| The Piano                 | Janet Patterson               |           |
| Resten af dagen           | Jenny Beavan og John Bright   |           |
| Schindlers liste          | Anna B. Sheppard              |           |
| 1994 (67.)                |                               |           |
| Ørkendronningen Priscilla | Tim Chappel og Lizzy Gardiner |           |
| Bullets over Broadway     | Jeffrey Kurland               |           |
| Pigebørn                  | Colleen Atwood                |           |
| Maverick                  | April Ferry                   |           |
| Dronning Margot           | Moidele Bickel                |           |
| 1995 (68.)                |                               |           |
| Restoration               | James Acheson                 |           |
| Braveheart                | Charles Knode                 |           |
| Richard III               | Shuna Harwood                 |           |
| Fornuft og følelse        | Jenny Beavan og John Bright   |           |
| 12 Monkeys                | Julie Weiss                   |           |
| 1996 (69.)                |                               |           |
| Den engelske patient      | Ann Roth                      |           |
| Angels & Insects          | Paul Brown                    |           |
| Emma                      | Ruth Myers                    |           |
| Hamlet                    | Alexandra Byrne               |           |
| Portræt af en kvinde      | Janet Patterson               |           |
| 1997 (70.)                |                               |           |
| Titanic                   | Deborah Lynn Scott            |           |
| Amistad                   | Ruth E. Carter                |           |
| Kundun                    | Dante Ferretti                |           |
| Oscar og Lucinda          | Janet Patterson               |           |
| The Wings of the Dove     | Sandy Powell                  |           |
| 1998 (71.)                |                               |           |
| Shakespeare in Love       | Sandy Powell                  |           |
| Beloved                   | Colleen Atwood                |           |
| Elizabeth                 | Alexandra Byrne               |           |
| Pleasantville             | Judianna Makovsky             |           |
| Velvet Goldmine           | Sandy Powell                  |           |
| 1999 (72.)                |                               |           |
| Topsy-Turvy               | Lindy Hemming                 |           |
| Anna og kongen            | Jenny Beavan                  |           |
| Sleepy Hollow             | Colleen Atwood                |           |
| The Talented Mr. Ripley   | Gary Jones og Ann Roth        |           |
| Titus                     | Milena Canonero               |           |

### 2000'erne
| År                                                  | Film                               | Kostumier |
| --------------------------------------------------- | ---------------------------------- | --------- |
| 2000 (73.)                                          |                                    |           |
| Gladiator                                           | Janty Yates                        |           |
| Tiger på spring, drage i skjul                      | Tim Yip                            |           |
| Grinchen - Julen er stjålet                         | Rita Ryack                         |           |
| 102 Dalmatinere                                     | Anthony Powell                     |           |
| Quills                                              | Jacqueline West                    |           |
| 2001 (74.)                                          |                                    |           |
| Moulin Rouge!                                       | Catherine Martin og Angus Strathie |           |
| The Affair of the Necklace                          | Milena Canonero                    |           |
| Gosford Park                                        | Jenny Beavan                       |           |
| Harry Potter og de vises sten                       | Judianna Makovsky                  |           |
| Ringenes Herre: Eventyret om ringen                 | Ngila Dickson og Richard Taylor    |           |
| 2002 (75.)                                          |                                    |           |
| Chicago                                             | Colleen Atwood                     |           |
| Frida                                               | Julie Weiss                        |           |
| Gangs of New York                                   | Sandy Powell                       |           |
| The Hours                                           | Ann Roth                           |           |
| Pianisten                                           | Anna B. Sheppard                   |           |
| 2003 (76.)                                          |                                    |           |
| Ringenes Herre - Kongen vender tilbage              | Ngila Dickson og Richard Taylor    |           |
| Pigen med perleøreringen                            | Dien van Straalen                  |           |
| Den Sidste Samurai                                  | Ngila Dickson                      |           |
| Master and Commander: Til verdens ende              | Wendy Stites                       |           |
| Seabiscuit                                          | Judianna Makovsky                  |           |
| 2004 (77.)                                          |                                    |           |
| The Aviator                                         | Sandy Powell                       |           |
| Finding Neverland                                   | Alexandra Byrne                    |           |
| Lemony Snickets Én ulykke kommer sjældent alene     | Colleen Atwood                     |           |
| Ray                                                 | Sharen Davis                       |           |
| Troy                                                | Bob Ringwood                       |           |
| 2005 (78.)                                          |                                    |           |
| Mit liv som Geisha                                  | Colleen Atwood                     |           |
| Charlie og chokoladefabrikken                       | Gabriella Pescucci                 |           |
| Mrs. Henderson præsenterer                          | Sandy Powell                       |           |
| Stolthed & Fordom                                   | Jacqueline Durran                  |           |
| Walk the Line                                       | Arianne Phillips                   |           |
| 2006 (79.)                                          |                                    |           |
| Marie Antoinette                                    | Milena Canonero                    |           |
| Den forbudte by                                     | Chung Man Yee                      |           |
| The Devil Wears Prada                               | Patricia Field                     |           |
| Dreamgirls                                          | Sharen Davis                       |           |
| The Queen                                           | Consolata Boyle                    |           |
| 2007 (80.)                                          |                                    |           |
| Elizabeth: The Golden Age                           | Alexandra Byrne                    |           |
| Across the Universe                                 | Albert Wolsky                      |           |
| Soning                                              | Jacqueline Durran                  |           |
| Spurven                                             | Marit Allen (posthum nominering)   |           |
| Sweeney Todd: Den djævelske barber fra Fleet Street | Colleen Atwood                     |           |
| 2008 (81.)                                          |                                    |           |
| The Duchess                                         | Michael O'Connor                   |           |
| Australia                                           | Catherine Martin                   |           |
| Benjamin Buttons forunderlige liv                   | Jacqueline West                    |           |
| Milk                                                | Danny Glicker                      |           |
| Revolutionary Road                                  | Albert Wolsky                      |           |
| 2009 (82.)                                          |                                    |           |
| The Young Victoria                                  | Sandy Powell                       |           |
| Bright Star                                         | Janet Patterson                    |           |
| Coco før Chanel                                     | Catherine Leterrier                |           |
| The Imaginarium of Doctor Parnassus                 | Monique Prudhomme                  |           |
| Nine                                                | Colleen Atwood                     |           |

### 2010'erne
| År                                       | Film                               | Kostumier                            |
| ---------------------------------------- | ---------------------------------- | ------------------------------------ |
| 2010 (83.)                               |                                    |                                      |
| Alice i Eventyrland                      | Colleen Atwood                     |                                      |
| I Am Love                                | Antonella Cannarozzi               |                                      |
| Kongens store tale                       | Jenny Beavan                       |                                      |
| The Tempest                              | Sandy Powell                       |                                      |
| True Grit                                | Mary Zophres                       |                                      |
| 2011 (84.)                               |                                    |                                      |
| The Artist                               | Mark Bridges                       |                                      |
| Anonymous                                | Lisy Christl                       |                                      |
| Hugo                                     | Sandy Powell                       |                                      |
| Jane Eyre                                | Michael O'Connor                   |                                      |
| W.E.                                     | Arianne Phillips                   |                                      |
| 2012 (85.)                               |                                    |                                      |
| Anna Karenina                            | Jacqueline Durran                  |                                      |
| Les Misérables                           | Paco Delgado                       |                                      |
| Lincoln                                  | Joanna Johnston                    |                                      |
| Mirror Mirror                            | Eiko Ishioka (posthum nominering)  |                                      |
| Snow White and the Huntsman              | Colleen Atwood                     |                                      |
| 2013 (86.)                               |                                    |                                      |
| Den store Gatsby                         | Catherine Martin                   |                                      |
| American Hustle                          | Michael Wilkinson                  |                                      |
| The Grandmaster                          | William Chang Suk Ping             |                                      |
| The Invisible Woman                      | Michael O'Connor                   |                                      |
| 12 Years a Slave                         | Patricia Norris                    |                                      |
| 2014 (87.)                               |                                    |                                      |
| The Grand Budapest Hotel                 | Milena Canonero                    |                                      |
| Inherent Vice                            | Mark Bridges                       |                                      |
| Into the Woods                           | Mark Bridges                       |                                      |
| Maleficent                               | Anna B. Sheppard                   |                                      |
| Mr. Turner                               | Jacqueline Durran                  |                                      |
| 2015 (88.)                               |                                    |                                      |
| Mad Max: Fury Road                       | Jenny Beavan                       |                                      |
| Carol                                    | Sandy Powell                       |                                      |
| Eventyret om Askepot                     | Sandy Powell                       |                                      |
| Den danske pige                          | Paco Delgado                       |                                      |
| The Revenant                             | Jacqueline West                    |                                      |
| 2016 (89.)                               |                                    |                                      |
| Fantastiske skabninger og hvor de findes | Colleen Atwood                     |                                      |
| Allied                                   | Joanna Johnston                    |                                      |
| Florence Foster Jenkins                  | Consolata Boyle                    |                                      |
| Jackie                                   | Madeline Fontaine                  |                                      |
| La La Land                               | Mary Zophres                       |                                      |
| 2017 (90.)                               | Phantom Thread                     | Mark Bridges                         |
| 2017 (90.)                               | Skønheden og udyret                | Jacqueline Durran                    |
| 2017 (90.)                               | Darkest Hour                       | Jacqueline Durran                    |
| 2017 (90.)                               | The Shape of Water                 | Luis Sequeira                        |
| 2017 (90.)                               | Victoria & Abdul                   | Consolata Boyle                      |
| 2018 (91.)                               | Black Panther                      | Ruth E. Carter                       |
| 2018 (91.)                               | The Ballad of Buster Scruggs       | Mary Zophres                         |
| 2018 (91.)                               | The Favourite                      | Sandy Powell                         |
| 2018 (91.)                               | Mary Poppins Returns               | Sandy Powell                         |
| 2018 (91.)                               | Maria Stuart, dronning af Skotland | Alexander Byrne                      |
| 2019 (92.)                               | Little Women                       | Jacqueline Durran                    |
| 2019 (92.)                               | The Irishman                       | Sandy Powell og Christopher Peterson |
| 2019 (92.)                               | Jojo Rabbit                        | Mayes C. Robeo                       |
| 2019 (92.)                               | Joker                              | Mark Bridges                         |
| 2019 (92.)                               | Once Upon a Time in Hollywood      | Arianne Philips                      |